# Михаило Драгоманов
Михаило Петрович Драгоманов (укр. Михайло Петрович Драгоманов; 18. септембар 1841. Гадјач – 2. јул 1895. Софија) био је украјински политички теоретичар, економиста, историчар, филозоф, етнограф и јавна личност у Кијеву.

## Биографија
Рођен у племићкој породици Петра Јакимовича Драгоманова који је био козачког порекла, Михаило Драгоманов је започео школовање код куће, а затим је студирао у Гадјачкој школи, Полтавској гимназији и Кијевском националном универзитету „Тарас Шевченко“. Био је стриц украјинске песникиње Ларисе Косач (Лесије Украјинке) и брат Олхе Драгоманове-Косач (Олена Пчилка). Драгоманов стриц Јакив Драгоманов био је члан декабристичког покрета и политички затвореник због учешћа у тајном Друштву уједињених Словена.  Његова супруга била је позната глумица Људмила Драгоманова. Пар је имао једну ћерку, Лидију Шишманову. 
Током преноса посмртних остатака Тараса Шевченка из Санкт Петербурга на брдо Тарас, Драгоманов је одржао говор када се поворка зауставила у Кијеву.
Драгоманов је предавао на Кијевском универзитету од 1870. до 1875. године, али је због репресије против украјинског покрета која је достигла врхунац 1876. Емским указом био приморан да напусти Руско царство и емигрирао је у Женеву. У емиграцији је наставио политичку, научну и издавачку делатност. 1885–95 био је професор на Софијском универзитету, и свом зету Ивану Шишманову. Драгоманов је написао први систематски политички програм за украјински национални покрет. Он је сам дефинисао своја политичка убеђења као „етички социјализам“, а као тинејџер је био дубоко импресиониран социјалистичком литературом.

## Громада и социјализам
Драгоманов је био један од вођа кијевске Громаде (касније познате као Стара громада), док је наставио да се бави академском каријером.  Као члан Руског географског друштва, успоставио је контакте са Украјинцима Аустрије (у Галицији).  Под његовим утицајем, Академски круг у Лембергу (Лавов) усвојио је украјинску демократску платформу.  Као жртва анти-украјинских репресивних мера руске владе, Драгоманов је 1875. отпуштен са Кијевског универзитета. 
Године 1876. Драгоманов је постао портпарол Громаде у иностранству (Западна Европа) док је становао у Женеви, Швајцарска.  Између 1878. и 1882. издавао је украјински политички часопис Громада и низ рускофонских памфлета.  Драгоманов је такође створио украјинску социјалистичку организацију Женевски круг.  Године 1886. његов политички став није био усклађен са политичким ставовима Громаде, што је довело до раскола између њих и друштва у Украјини које је изгубило финансијску подршку. 

## Наслеђе
Трајно наслеђе Драгоманова може се уочити у читавој украјинској традицији левичарских политичких партија и политичког активизма. Он је лично утицао на групу млађих украјинских интелектуалаца у Хабзбуршкој Галицији крајем 1870-их, пре свега Ивана Франка и Михаила Павлика, који су обојица прихватили његове идеје иако су их касније прерадили по сопственом моделу. Године 1890. ови интелектуалци су основали прву украјинску политичку странку - Руско-украјинску радикалну странку. Програм ове партије био је социјалистички и стога се партија може посматрати као једна од првих социјалистичких партија у источној Европи.
Драгоманов је покушао да популаризује правописну реформу, названу по њему Драгоманивка.
Године 1991. основан је „Кијевски државни педагошки универзитет по имену Михаило Драгоманов“ у Кијеву на основу некадашњег „Кијевског државног педагошког универзитета под називом Максим Горки“. Универзитет је 1997. године добио статус "Националног универзитета". 